# Бейкър Сити
Бейкър Сити (на английски: Baker City) е град в Орегон, Съединени американски щати, административен център на окръг Бейкър. Основан е през 1866 и е наречен на политика Едуард Дикинсън Бейкър. Населението на града е 9783 души (по приблизителна оценка от 2017 г.).
В Бейкър Сити е роден писателят Деймън Найт (1922 – 2002).